# Pete "El Conde" Rodríguez
Pedro Juan Rodríguez Ferrer (Ponce, 31 de enero de 1933-El Bronx, 2 de diciembre de 2000) fue un cantante puertorriqueño de salsa. Por su forma de interpretación del son, apegado a las raíces, se le conoce como el más cubano de los soneros boricuas.

## Biografía
Fue el segundo de los tres hijos procreados por Emiliano Rodríguez y la dominicana Anatilde Ferrer Colón. Músico por intuición, a la edad de diez años ya tocaba el bongó en el conjunto El Gondolero, dirigido por su padre. A los trece años, fue a vivir con su familia al barrio latino de Nueva York y, a los diecisete años, comenzó a trabajar en una imprenta, empleo que mantuvo hasta que fue reclutado por el Ejército norteamericano para cumplir su servicio militar en el conflicto bélico de Corea. Durante dicho período (1953-1956), fue paracaidista de la Fuerza Aérea Estadounidense.
A su regreso a New York, formó parte del conjunto de Johnny Soler y poco después se unió a la Orquesta Oriental Cubana, cuyo repertorio seguía la más genuina tradición sonera. Más tarde se unió a la orquesta Jóvenes Estrellas de Cuba, dirigida por el trompetista y cantante Roberto Rodríguez, quien más adelante sería pieza clave de la orquesta de Ray Barretto y la Fania All Stars. En esta agrupación cubrió el periodo entre (1959-1961) y realizó sus primeras grabaciones.
Luego de un breve lapso en la Orquesta Típica Novel del pianista Willie Ellis (1961-1962), fue reclutado junto con Chivirico Dávila y Monguito, el Único, para reemplazar a Rudy Calzado y Elliot Romero en la charanga de Johnny Pacheco. En su primera etapa grabó temas como Suavito, Como mango, Yo soy guajiro, Alto Songo, Guachinango y Soy del monte.
A raíz de algunos conflictos con Monguito, dejó el grupo de Pacheco y se unió al Conjunto Sensación, del pianista Ray Roig (1964-1966). Pero, cuando Monguito decidió pasar a las filas de la orquesta de Larry Harlow, se reintegró a la charanga de Pacheco. El binomio Pacheco-Rodríguez bautizado como La Perfecta Combinación y Los Compadres ha sido uno de los más influyentes de la historia de la salsa.
El Conde hizo su última grabación en 1999 junto con Tito Puente y Eddie Palmieri (master piece), donde se aprecia el tema «Marchando bien. El dúo con Cheo Feliciano interpretando el tema Soneros de bailadores fue grabado en 1993 para el sello RMM y su agrupación de estrellas La Combinación Perfecta.

## Muerte
El Conde sufrió problemas cardíacos por muchos años, pero fue renuente a una cirugía de corazón abierto. Pete «el Conde» Rodríguez falleció de un ataque al corazón el sábado 2 de diciembre de 2000 y sus restos fueron llevados a su natal Puerto Rico. Le sobrevivieron su esposa, Francis; sus dos hijos, Cita y Pedro Emilio, y sus nietos.

## Discografía

### ConJohnny Pacheco
- 1963: Suavito
- 1964: Cañonazo
- 1965: Pacheco at NY World Fair
- 1966: By Popular Demand
- 1967: Sabor típico
- 1968: Volando bajito
- 1970: La Perfecta Combinación
- 1971: Los Compadres
- 1973: Tres de café y dos de azúcar
- 1978: Recordando el ayer
- 1980: Champ
- 1983: De nuevo Los Compadres
- 1985: Jicamo
- 1987: Salsobita
- 1989: Celebración

### Solista
- 1974: El Conde
- 1976: Este negro si es sabroso
- 1977: A Touch of Class
- 1979: Soy la ley
- 1982: Fiesta con el Conde
- 1990: El rey
- 1993: Generaciones
- 1996: Pete y Papo